# Glasunovia sillemi
Glasunovia sillemi is een keversoort uit de familie van oliekevers (Meloidae). De wetenschappelijke naam van de soort is voor het eerst geldig gepubliceerd in 1935 door Borchmann.